# Municipio de Ridge (Illinois)
El municipio de Ridge (en inglés: Ridge Township) es un municipio ubicado en el condado de Shelby en el estado estadounidense de Illinois. En el año 2010 tenía una población de 427 habitantes y una densidad poblacional de 4,66 personas por km².

## Geografía
El municipio de Ridge se encuentra ubicado en las coordenadas 39°28′43″N 88°51′46″O / 39.47861, -88.86278. Según la Oficina del Censo de los Estados Unidos, el municipio tiene una superficie total de 91.69 km², de la cual 91,66 km² corresponden a tierra firme y (0,03 %) 0,03 km² es agua.

## Demografía
Según el censo de 2010, había 427 personas residiendo en el municipio de Ridge. La densidad de población era de 4,66 hab./km². De los 427 habitantes, el municipio de Ridge estaba compuesto por el 98,59 % blancos, el 0,7 % eran amerindios y el 0,7 % eran de una mezcla de razas. Del total de la población el 0 % eran hispanos o latinos de cualquier raza.